# Edward Cooper (Politiker, 1873)
Edward Cooper (* 26. Februar 1873 in Treverton, Northumberland County, Pennsylvania; † 1. März 1928 in Bluefield, West Virginia) war ein US-amerikanischer Politiker. Zwischen 1915 und 1919 vertrat er den fünften Wahlbezirk des Bundesstaates West Virginia im US-Repräsentantenhaus.

## Leben
Im Jahr 1875 kam Edward Cooper mit seinen Eltern in das Fayette County in West Virginia. Dort besuchte er sowohl öffentliche als auch private Schulen. Danach studierte er bis 1894 an der Washington and Lee University in Lexington (Virginia) unter anderem Jura. Nach seiner im Jahr 1894 erfolgten Zulassung als Rechtsanwalt begann Cooper in Bramwell im Mercer County für drei Jahre in seinem neuen Beruf zu arbeiten. In dieser Stadt war er auch acht Jahre lang im Stadtrat. Nach dem Tod seines Vaters gab Cooper seine Anwaltstätigkeit auf, um das familieneigene Kohlegeschäft weiterzuführen.
Cooper war Mitglied der Republikanischen Partei. Im Jahr 1912 nahm er als Delegierter an der Republican National Convention in Chicago teil. 1914 wurde er im fünften Distrikt von West Virginia in das US-Repräsentantenhaus in Washington gewählt, wo er am 4. März 1915 die Nachfolge von James A. Hughes antrat. Nach einer Wiederwahl im Jahr 1916 konnte er bis zum 3. März 1919 zwei Legislaturperioden im Kongress absolvieren, die seit 1917 von den Ereignissen des Ersten Weltkrieges bestimmt waren. Bei den Wahlen des Jahres 1918 wurde er nicht mehr bestätigt.
Nach dem Ende seiner Zeit im Kongress widmete sich Cooper wieder seinen Geschäften in der Kohleindustrie. Er wurde Direktor mehrerer Firmen, die auf diesem Gebiet tätig waren. Edward Cooper starb am 1. März 1928 in Bluefield und wurde in Richmond (Virginia) beigesetzt.